# Сошное письмо
Со́шное письмо — на Руси XV—XVII веков описание земельных владений на селе и в городах Русского государства, кадастровая система, единицей которой служила соха; проводилось с целью последующего поземельного обложения, то есть сбора податей и отбывания повинностей.
Крестьян, записанных по сохам, прозывали сошными или черносошными людьми. В 1678—1679 годах соху заменило дворовое число.

## История
Сошное письмо выросло на земледельческой почве, но стремление московской финансовой политики ввести однообразие в податную систему привело к податной реформе середины XVI века и к тому, что единица измерения, соха, была приноровлена и к потребностям городского обложения. Это было тем удобнее сделать, что соха с самого начала была не земельной мерой, а финансовой единицей, выражавшей определённых размеров капитал, с которого московское правительство брало часть процентов в виде подати.
Лица, проводившие замеры земельных владений в сельской местности и дворов по городам, имели с собой инструкции — «книги сошного письма», имевшие описание русских поземельных мер и дававшие указания по их применению при замере пашни, а также исчислению окладных единиц (сох и вытей) с учётом качества земли (добрая, средняя или худая) и категории землевладения (земля служилая, церковная или чёрная).
При измерении земель и угодий, принадлежащих к владению, учитывались:
- пашня паханная, перелог и лесом поросшая (в «четвертях»),
- количество сена (в «копнах»);
- количество леса (в десятинах и верстах).

Всему этому подводился затем итог по каждому владению, и «четвертная» (то есть измеренная четвертями) пашня переводилась по установленной норме в «сошное письмо».